# Olympische Winterspiele 2018/Teilnehmer (Bulgarien)
| Gelbes Symbol für Goldmedaillen mit stilisierten Olympischen Ringen | Graues Symbol für Silbermedaillen mit stilisierten Olympischen Ringen | Braundes Symbol für Bronzemedaillen mit stilisierten Olympischen Ringen |
| ------------------------------------------------------------------- | --------------------------------------------------------------------- | ----------------------------------------------------------------------- |
| —                                                                   | —                                                                     | —                                                                       |

Bei den Olympischen Winterspielen 2018 nahm Bulgarien mit 21 Athleten in sechs Disziplinen teil, davon 12 Männer und neun Frauen. Fahnenträger bei der Eröffnungsfeier war Radoslaw Jankow.

## Teilnehmer nach Sportarten

### Biathlon
| Athleten                                                             | Wettbewerbe                   | Zeit        | Fehler         | Rang |
| -------------------------------------------------------------------- | ----------------------------- | ----------- | -------------- | ---- |
| Frauen                                                               |                               |             |                |      |
| Emilija Jordanowa                                                    | 7,5 km Sprint                 | 23:50,0 min | 1 (1+0)        | 60   |
| Emilija Jordanowa                                                    | 10 km Verfolgung              | 37:04,3 min | 6 (2+1+3+0)    | 55   |
| Emilija Jordanowa                                                    | 15 km Einzel                  | 50:56,3 min | 6 (4+0+1+1)    | 82   |
| Daniela Kadewa                                                       | 7,5 km Sprint                 | 24:39,2 min | 3 (2+1)        | 72   |
| Daniela Kadewa                                                       | 15 km Einzel                  | 46:52,7 min | 3 (0+0+1+2)    | 53   |
| Stefani Popowa                                                       | 15 km Einzel                  | 50:20,3 min | 5 (1+0+2+2)    | 77   |
| Dessislawa Stojanowa                                                 | 7,5 km Sprint                 | 24:54,3 min | 5 (2+3)        | 76   |
| Dessislawa Stojanowa                                                 | 15 km Einzel                  | 50:25,9 min | 7 (2+2+2+1)    | 79   |
| Milena Todorowa                                                      | 7,5 km Sprint                 | 25:33,6 min | 2 (1+1)        | 84   |
| Emilija Jordanowa Daniela Kadewa Stefani Popowa Dessislawa Stojanowa | 4 × 6 km Staffel              | 1:14:38,0 h | 2+9 (1+3 1+6)  | 16   |
| Männer                                                               |                               |             |                |      |
| Krassimir Anew                                                       | 10 km Sprint                  | 25:08,8 min | 2 (1+1)        | 37   |
| Krassimir Anew                                                       | 12,5 km Verfolgung            | 37:57,9 min | 5 (0+0+3+2)    | 45   |
| Krassimir Anew                                                       | 20 km Einzel                  | 50:41,8 min | 1 (0+0+0+1)    | 25   |
| Dimitar Gerdschikow                                                  | 10 km Sprint                  | 26:47,9 min | 4 (2+2)        | 81   |
| Dimitar Gerdschikow                                                  | 20 km Einzel                  | 52:12,0 min | 3 (2+0+1+0)    | 43   |
| Wladimir Iliew                                                       | 10 km Sprint                  | 25:42,7 min | 4 (0+4)        | 54   |
| Wladimir Iliew                                                       | 12,5 km Verfolgung            | 38:08,7 min | 7 (1+3+2+1)    | 46   |
| Wladimir Iliew                                                       | 20 km Einzel                  | 50:25,9 min | 3 (0+1+1+1)    | 19   |
| Anton Sinapow                                                        | 10 km Sprint                  | 25:47,9 min | 3 (2+1)        | 56   |
| Anton Sinapow                                                        | 12,5 km Verfolgung            | 40:49,1 min | 8 (0+1+3+4)    | 60   |
| Anton Sinapow                                                        | 20 km Einzel                  | 54:48,4 min | 5 (0+2+0+3)    | 71   |
| Krassimir Anew Anton Sinapow Dimitar Gerdschikow Wladimir Iliew      | 4 × 7,5 km Staffel            | überrundet  | 3+13 (1+5 2+8) | 16   |
| Mixed                                                                |                               |             |                |      |
| Emilija Jordanowa Daniela Kadewa Krassimir Anew Wladimir Iliew       | 2 × 6 km + 2 × 7,5 km Staffel | 1:12:31,7 h | 0+11 (0+7 0+4) | 17   |

Michail Kletscherow gehörte zum Aufgebot, kam aber nicht zum Einsatz.

### Rennrodeln
| Athlet        | Wettbewerb | Lauf 1   | Lauf 1 | Lauf 2   | Lauf 2 | Lauf 3   | Lauf 3 | Lauf 4        | Lauf 4        | Gesamt       | Gesamt |
| Athlet        | Wettbewerb | Zeit     | Rang   | Zeit     | Rang   | Zeit     | Rang   | Zeit          | Rang          | Zeit         | Rang   |
| ------------- | ---------- | -------- | ------ | -------- | ------ | -------- | ------ | ------------- | ------------- | ------------ | ------ |
| Männer        |            |          |        |          |        |          |        |               |               |              |        |
| Pawel Angelow | Einsitzer  | 51,569 s | 37     | 49,449 s | 36     | 50,094 s | 39     | ausgeschieden | ausgeschieden | 2:31,112 min | 37     |

### Ski Alpin
| Athleten       | Wettbewerbe  | 1. Lauf     | 2. Lauf       | Gesamt        | Gesamt        |
| Athleten       | Wettbewerbe  | Zeit        | Zeit          | Zeit          | Rang          |
| -------------- | ------------ | ----------- | ------------- | ------------- | ------------- |
| Frauen         |              |             |               |               |               |
| Marija Kirkowa | Riesenslalom | 1:18,39 min | 1:14,38 min   | 2:32,77 min   | 40            |
| Marija Kirkowa | Slalom       | 54,87 s     | 54,14 s       | 1:49,01 min   | 35            |
| Männer         |              |             |               |               |               |
| Albert Popow   | Riesenslalom | 1:12,39 min | 1:11,21 min   | 2:23,60 min   | 28            |
| Albert Popow   | Slalom       | DNF         | ausgeschieden | ausgeschieden | ausgeschieden |
| Kamen Slatkow  | Riesenslalom | 1:17,65 min | DNF           | ausgeschieden | ausgeschieden |
| Kamen Slatkow  | Slalom       | DNF         | ausgeschieden | ausgeschieden | ausgeschieden |

### Skilanglauf
| Frauen                     |                   |             |     |
| Antonija Grigorowa-Burgowa | 10 km Freier Stil | 29:32,8 min | 66  |
| Männer                     |                   |             |     |
| Jordan Tschutschuganow     | 15 km Freier Stil | 40:39,6 min | 95  |
| Wesselin Zinsow            | 15 km Freier Stil | 36:17,3 min | 36  |
| Wesselin Zinsow            | 50 km klassisch   | DNF         | DNF |

| Athleten                               | Wettbewerbe      | Qualifikation | Qualifikation | Viertelfinale | Viertelfinale | Halbfinale    | Halbfinale    | Finale        | Finale        | Rang |
| Athleten                               | Wettbewerbe      | Zeit          | Rang          | Zeit          | Rang          | Zeit          | Rang          | Zeit          | Rang          | Rang |
| -------------------------------------- | ---------------- | ------------- | ------------- | ------------- | ------------- | ------------- | ------------- | ------------- | ------------- | ---- |
| Frauen                                 |                  |               |               |               |               |               |               |               |               |      |
| Antonija Grigorowa-Burgowa             | Sprint klassisch | 3:59,77 min   | 66            | ausgeschieden | ausgeschieden | ausgeschieden | ausgeschieden | ausgeschieden | ausgeschieden | 66   |
| Männer                                 |                  |               |               |               |               |               |               |               |               |      |
| Jordan Tschutschuganow                 | Sprint klassisch | 3:32,62 min   | 69            | ausgeschieden | ausgeschieden | ausgeschieden | ausgeschieden | ausgeschieden | ausgeschieden | 68   |
| Wesselin Zinsow                        | Sprint klassisch | 3:28,19 min   | 60            | ausgeschieden | ausgeschieden | ausgeschieden | ausgeschieden | ausgeschieden | ausgeschieden | 59   |
| Jordan Tschutschuganow Wesselin Zinsow | Teamsprint       | −             | −             | −             | −             | 17:38,26 min  | 12            | ausgeschieden | ausgeschieden | 23   |

### Skispringen
| Athleten           | Wettbewerbe   | Qualifikation | Qualifikation | Qualifikation | 1. Durchgang | 1. Durchgang | 1. Durchgang | 2. Durchgang  | 2. Durchgang  | 2. Durchgang  | Gesamt | Gesamt |
| Athleten           | Wettbewerbe   | Weite         | Punkte        | Rang          | Weite        | Punkte       | Rang         | Weite         | Punkte        | Rang          | Punkte | Rang   |
| ------------------ | ------------- | ------------- | ------------- | ------------- | ------------ | ------------ | ------------ | ------------- | ------------- | ------------- | ------ | ------ |
| Männer             |               |               |               |               |              |              |              |               |               |               |        |        |
| Wladimir Sografski | Normalschanze | 98,5 m        | 118,8         | 16            | 101,5 m      | 106,8        | 23           | 108,5 m       | 119,7         | 8             | 226,5  | 14     |
| Wladimir Sografski | Großschanze   | 123,0 m       | 94,3          | 31            | 119,5 m      | 105,9        | 35           | ausgeschieden | ausgeschieden | ausgeschieden | 105,9  | 35     |

### Snowboard
| Athleten           | Wettbewerbe           | Qualifikation | Qualifikation | Achtelfinale  | Achtelfinale  | Viertelfinale | Viertelfinale | Halbfinale    | Halbfinale    | Finale/Platz 3 | Finale/Platz 3 | Rang |
| Athleten           | Wettbewerbe           | Gegner        | Zeit          | Gegner        | Zeit          | Gegner        | Zeit          | Gegner        | Zeit          | Gegner         | Zeit           | Rang |
| ------------------ | --------------------- | ------------- | ------------- | ------------- | ------------- | ------------- | ------------- | ------------- | ------------- | -------------- | -------------- | ---- |
| Frauen             |                       |               |               |               |               |               |               |               |               |                |                |      |
| Teodora Pentschewa | Parallel-Riesenslalom | 1:38,63 min   | 27            | ausgeschieden | ausgeschieden | ausgeschieden | ausgeschieden | ausgeschieden | ausgeschieden | ausgeschieden  | ausgeschieden  | 27   |
| Männer             |                       |               |               |               |               |               |               |               |               |                |                |      |
| Radoslaw Jankow    | Parallel-Riesenslalom | 1:26,04 min   | 19            | ausgeschieden | ausgeschieden | ausgeschieden | ausgeschieden | ausgeschieden | ausgeschieden | ausgeschieden  | ausgeschieden  | 19   |
| Athleten           | Wettbewerbe           | Qualifikation | Qualifikation | Qualifikation | Viertelfinale | Viertelfinale | Viertelfinale | Halbfinale    | Halbfinale    | Finale         | Finale         | Rang |
| Athleten           | Wettbewerbe           | Zeit          | Zeit          | Rang          | Rang          | Rang          | Rang          | Rang          | Rang          | Rang           | Rang           | Rang |
| Frauen             |                       |               |               |               |               |               |               |               |               |                |                |      |
| Alexandra Schekowa | Snowboardcross        | 1:20,23 min   | 1:20,23 min   | 9             | 1             | 1             | 1             | 3             | 3             | 6              | 6              | 6    |